# Xã Woodberry, Quận Slope, Bắc Dakota
Xã Woodberry (tiếng Anh: Woodberry Township) là một xã thuộc quận Slope, tiểu bang Bắc Dakota, Hoa Kỳ. Năm 2010, dân số của xã này là 31 người.